# Тиквен фенер
Тиквеният фенер (познат още като jack-o'-lantern или в България „Светещият Джак“) представлява издълбана тиква с източник на светлина отвътре, чиято идея е да прогонва злите духове.
Свързан е главно с празника Хелоуин. Докато първоначално за целта били използвани репи и цвекла, по-късно в употреба започват да влизат само тикви. В днешно време обаче може да се видят и изработки от други плодове и зеленчуци, например от ананас.
При направата на тиквен фенер се оформя капаче от върха на тиквата, тя се издълбава отвътре, премахват се семките ѝ, след което се дълбаят различни фигури (най-често чудовищно лице), а накрая във вътрешността се поставя и запалва свещ.

## Етимология
Като термин, по произход jack-o'-lantern е наименование на оптичния феномен ignis fatuus (или също will-o'-the-wisp в английския фолклор). Срещан най-вече в Източна Англия, неговата най-ранна известна употреба е през 60-те години на XVII век. Терминът will-o'-the-wisp съдържа думата wisp (дума за сноп пръчки, понякога служещи за факла) и характерното име Уил. Другият англоезичен термин притежава същата конструкция.

## Произход
Произходът на тиквените фенери е неясен. През XIX век в части от Ирландия и Хайлендс често използвали репи и кръмни цвекла; били издълбавани гротескови лица, които да напомнят на духове или гоблини. В тези части празникът, време на активност на духове, самодиви и феи, носел името Сауин. В Съмърсет също украсявали репи и цвекла. През XX век традицията започва да се разпространява из други части на Англия.
Съществуват и твърдения, че фенерите произлизат от Деня на Вси Светии. Кристофър Хил пише, че „фенери са били правени от репи и тикви в навечерието на Вси Светии, за да осветяват пътя на маскиралите се“., докато Бетина Арнолд пише, че понякога били поставяни фенери на первазите с цел да държат злите духове далеч от дома. Въпреки всичко няма конкретни доказателства, че това е правено в Ирландия. В подробно описание на хелоуинска нощ от 1834 година не се съдържа информация относно декорирани зеленчуци, а също така никъде в стихотворението на Робърт Бърнс „Хелоуин“ не са споменати такива.

## Изработка
Правят се разрези в различни участъци на тиквата. Най-срещани са наподобяващите лице форми, изразяващи щастие, уплаха или смях. Все по-често се наблюдават комплексни форми, сред които популярни фигури, символи и лога. За издълбаване на тиква могат да послужат редица инструменти, като се започне от обикновени прибори и се стигне до специални инструменти, обичайно продавани в щандовете за празнична подготовка в магазините на Съединените щати. Предлагат се и готови шаблони.
След издълбаването на тиквата в нея се поставя източник на светлина (традиционно свещ) и капачето се връща обратно. Свещта се поставя както за осветяване, така и за по-голяма призрачност.

## Световни рекорди
Дълго време град Кийн държи рекорда за най-много тиквени фенери, издълбани и запалени на едно място. Компанията „Life is good“ обединява сили с „Sunshine“, лагер за деца с животозастрашаващи заболявания и техните семейства, за да бъде рекордът съборен. Рекорд е поставен на 21 октомври 2006 година, когато 30 128 фенера са запалени едновременно в парк „Бостън комън“. На 31 октомври 2011 година в Хайууд е направен опит за поставяне на рекорд, като по неофициални данни броят на тиквените фенери достига 30 919, но опитът не следва правилата на Гинес и в крайна сметка рекордът не е вписан. На 19 октомври 2013 г. с 30 581 запалени фенера Кийн си връща титлата световен рекордьор.
Най-големият тиквен фенер е направен от тогавашната най-голяма тиква – първият рекорд е поставен на 31 октомври 2005 година в Пенсилвания благодарение на издълбалия тиквата Скот Къли и отгледалия я Лари Чекон. Теглото на тиквата се равнявало на около 666 килограма преди обработката ѝ.
На 31 октомври 2020 г. е поставен нов рекорд от Травис Гингър и Майк Рудолф (издълбал тиквата), като за основа на фенера е използвана 1065-килограмова тиква.